# الولايات المتحدة والأمم المتحدة
الولايات المتحدة الأمريكية هي عضو في ميثاق الأمم المتحدة وواحدة من خمسة أعضاء دائمين في مجلس الأمن التابع للأمم المتحدة.
تستضيف الولايات المتحدة مقر الأمم المتحدة، الذي يضم مكان الاجتماع المعتاد للجمعية العامة في مدينة نيويورك، في الساحل الشمالي الشرقي للبلاد. الولايات المتحدة هي أكبر مقدم للمساهمات المالية للأمم المتحدة، حيث توفر 22 في المائة من ميزانية الأمم المتحدة بأكملها في عام 2020 (بالمقارنة مع أكبر المساهمين التاليين الصين بنسبة 12 في المائة، واليابان بنسبة 8.5 في المائة). من تموز (يوليو) 2016 إلى حزيران (يونيو) 2017، قدمت الولايات المتحدة 28.6 في المائة من ميزانية عمليات حفظ السلام. كان للولايات المتحدة دور محوري في إنشاء الأمم المتحدة.

## إنشاء الأمم المتحدة
الأمم المتحدة هي ثمرة لميثاق الأطلسي. ظهرت في إعلان الأمم المتحدة في 1 يناير 1942، حيث تعهدت 26 دولة بمواصلة محاربة قوى المحور.
كان مصدر إلهامهم الرئيسي هو عصبة الأمم. ومع ذلك، كانت أهدافهم هي تصحيح عيوب العصبة  من أجل إنشاء منظمة تكون «المحرك الأساسي للحفاظ على السلام والاستقرار». كان دور روزفلت الرئيسي هو إقناع الحلفاء المختلفين، وخاصة ونستون تشرشل من المملكة المتحدة وجوزيف ستالين من الاتحاد السوفيتي، بالانضمام إلى المنظمة الجديدة. جرت المفاوضات بشكل رئيسي خلال مؤتمر دومبارتون أوكس ومؤتمر يالطا، حيث حاول قادة العالم الثلاثة التوصل إلى توافق في الآراء بشأن هيكل الأمم المتحدة وأهدافها ومبادئها. «روزفلت رأى في الأمم المتحدة تتويجا لمسيرته السياسية.»  لعب مبعوث روزفلت ويندل ويلكي دورًا رئيسيًا في الترويج لفكرة انضمام الولايات المتحدة إلى المنظمة الجديدة، ونشر كتاب عالم واحد في أبريل 1943. في سبتمبر 1943، أيد 81 بالمائة من الأمريكيين - ارتفاعًا من 63 بالمائة في فبراير - الانضمام إلى «اتحاد الأمم» بعد الحرب.
في عام 1945، التقى ممثلون من 50 دولة في سان فرانسيسكو في مؤتمر الأمم المتحدة حول التنظيم الدولي. ناقشوا المقترحات التي صاغها ممثلو جمهورية الصين والاتحاد السوفيتي والمملكة المتحدة والولايات المتحدة في مؤتمر دومبارتون أوكس بين أغسطس وأكتوبر 1944. راجع روزفلت وتشرشل وستالين اقتراح دمبارتون أوكس خلال مؤتمر يالطا في فبراير 1945. كان الغرض من المؤتمر هو مناقشة تسويات ما بعد الحرب  والتوصل إلى اتفاق نهائي بشأن «هيكل وعضوية الأمم المتحدة وتحديد موعد مؤتمر سان فرانسيسكو التنظيمي». اتفق زعماء العالم في النهاية على اقتراح روزفلت لمنح أعضاء معينين حق النقض  حتى «لا تستطيع المنظمة اتخاذ أي إجراء مهم دون موافقتهم المشتركة.»  على الرغم من أن مسألة حق النقض خلقت الكثير من الخلاف بين مختلف الموقعين،  لم يكن إدراجها في الميثاق أبدًا مسألة قابلة للتفاوض بالنسبة إلى روزفلت وحلفائه. أخيرًا، خلال مؤتمر يالطا، وافق ستالين على جعل الاتحاد السوفيتي عضوًا في الأمم المتحدة.
تم تقديم مساهمة أمريكية مهمة، قبل تشكيل الأمم المتحدة، في مؤتمر بريتون وودز. عُقد هذا المؤتمر في عام 1944 وكان هدفه «إنشاء نظام نقدي وتجاري دولي جديد يكون مستقرًا ويمكن التنبؤ به». على مدى العقود اللاحقة، فتح هذا النظام الجديد الأسواق العالمية وعزز الاقتصاد الليبرالي. تم تنفيذه من خلال مؤسسات مختلفة، مثل البنك الدولي وصندوق النقد الدولي، والتي استمرت في العمل مع الأمم المتحدة لكنها ظلت مستقلة عنها.
ظهرت الأمم المتحدة رسميًا إلى حيز الوجود في 24 أكتوبر 1945، عندما تم التصديق على الميثاق من قبل جمهورية الصين وفرنسا والاتحاد السوفيتي والمملكة المتحدة والولايات المتحدة بالإضافة إلى غالبية الموقعين الآخرين.
كانت الأمم المتحدة أول منظمة حكومية دولية تتلقى دعمًا كبيرًا من الولايات المتحدة. كان قد دافع وودرو ويلسون عن سلفها، عصبة الأمم، بعد الحرب العالمية الأولى لمنع الصراعات في المستقبل. بينما كانت مدعومة من قبل معظم دول أوروبا، لم يتم التصديق عليها من قبل كونغرس الولايات المتحدة بسبب عدم القدرة على الوصول إلى حل وسط بخصوص تحفظات لودج أو تحفظات هيتشكوك.
بعد وقت قصير من إنشاء الأمم المتحدة، دخلت الولايات المتحدة في صراع مع عضو آخر في مجلس الأمن. نظرًا لأن الاتحاد السوفيتي كان عضوًا دائمًا في مجلس الأمن التابع للأمم المتحدة، فقد كان لديه حق النقض ضد أي قرار ملزم للأمم المتحدة. في الواقع، استخدم وزير الخارجية السوفيتي وسفير الأمم المتحدة فياتشيسلاف مولوتوف حق النقض أكثر بمرتين من أي عضو دائم آخر، مما أكسبه لقب «السيد فيتو».
تطورت العلاقات بين الولايات المتحدة والاتحاد السوفيتي (روسيا لاحقًا) داخل الأمم المتحدة بالتزامن مع الوضع الجيوسياسي الأكبر بين القوتين. بينما كان الاتحاد السوفيتي يقاطع مجلس الأمن، وكان مقعد الصين ممثلًا بجمهورية الصين الصديقة للولايات المتحدة (بدلاً من جمهورية الصين الشعبية الشيوعية التي ستحل محل جمهورية الصين في الأمم المتحدة في عام 1971)، أدانت الولايات المتحدة والأمم المتحدة معًا غزو كوريا الجنوبية من قبل القوات الكورية الشمالية، مما أدى إلى الحرب الكورية التي فرضتها الأمم المتحدة. في وقت لاحق، أقنعت الولايات المتحدة جميع الأعضاء الدائمين في مجلس الأمن بالسماح باستخدام القوة ضد العراق بعد غزو الكويت في عام 1991. كانت هذه خطوة كبيرة نحو المصالحة الأمريكية والروسية بعد نهاية الحرب الباردة.

## قضية العراق

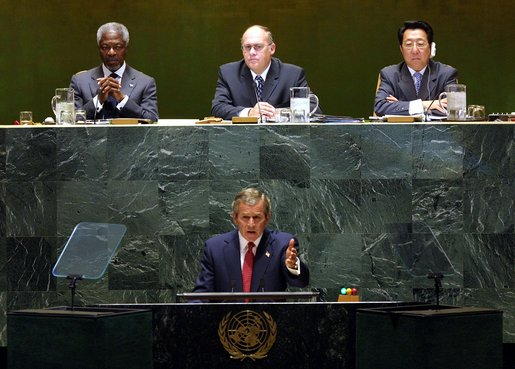
خاطب جورج دبليو بوش الجمعية العامة في 12 سبتمبر 2002 بشأن العراق قبل إصدار القرار 1441.

## المستقبل

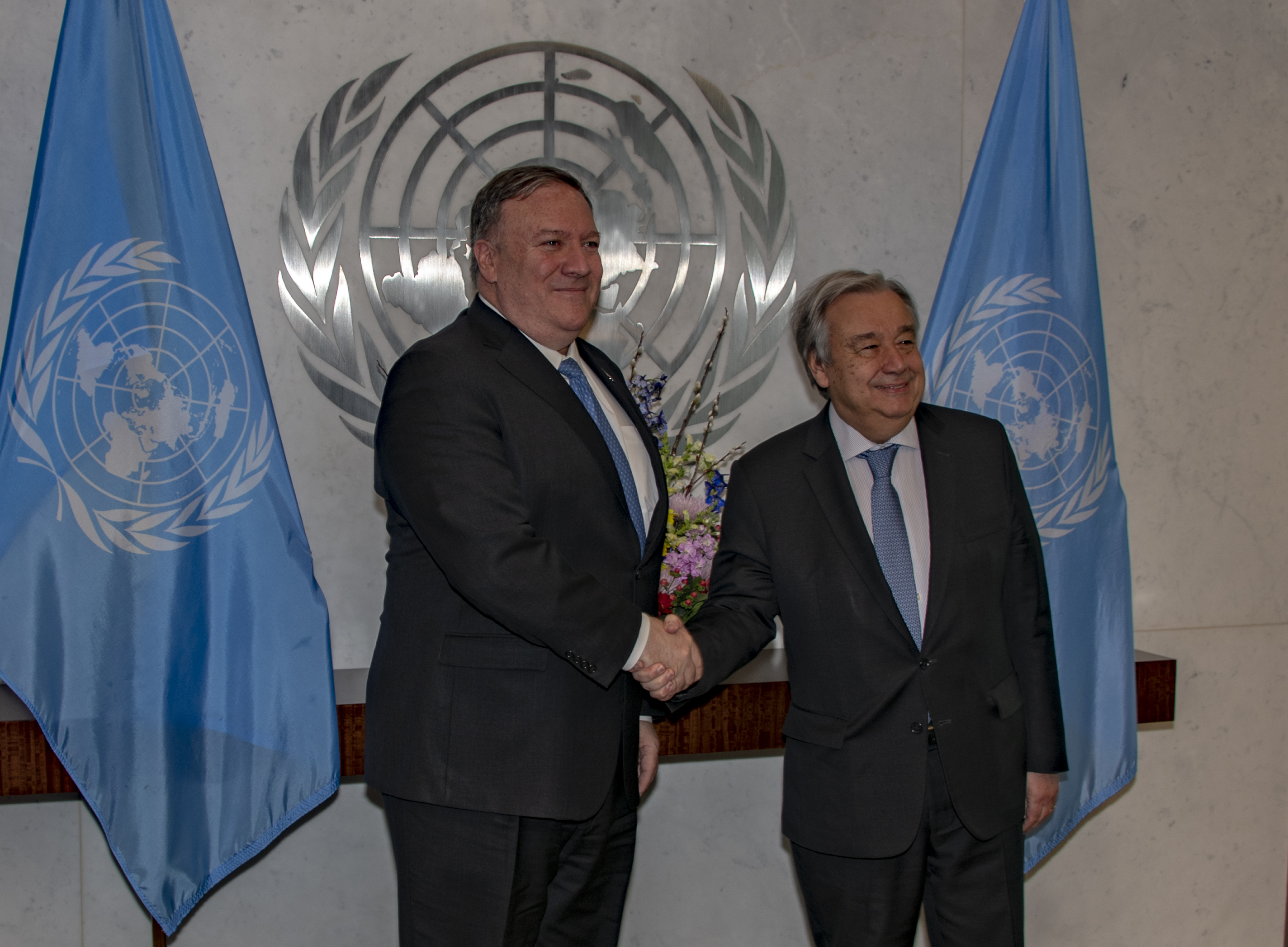
وزير الخارجية الأمريكي مايك بومبيو (يسار) مع الأمين العام للأمم المتحدة أنطونيو غوتيريش (يمين) في عام 2019